# Corethrella
Corethrella Coquillett, 1902, è un genere di insetti dell'ordine dei Ditteri (Nematocera: Culicomorpha) ed è l'unico genere compreso nella famiglia Corethrellidae Wood & Borkent, 1989. Strettamente affini alle famiglie Culicidae e Chaoboridae, i Corethrellidae sono gli unici Culicoidei ematofagi, insieme alle più note zanzare (Diptera: Culicidae), ma a differenza di queste non hanno rapporti trofici con l'Uomo.

## Descrizione
Morfologicamente, gli adulti dei Corethrellidae sono molto simili a quelli dei Culicidi e dei Caoboridi, con corpo di piccole dimensioni, esile e delicato. Il capo è privo di ocelli e porta antenne lunghe, provviste del caratteristico organo di Johnston nel pedicello. Questa struttura, in seguito scoperta anche in altri insetti, è un ingrossamento a coppa del secondo articolo antennale (pedicello) contenente un numero elevato di scolopidi, sensilli tricoidei dalla funzione complessa, che nei Culicoidei fungono come fonorecettori. I maschi hanno antenne piumose ma meno dense rispetto a quelle dei Caoboridi. L'apparato boccale delle femmine è di tipo pungente-succhiante, con mandibole dentate e taglienti, carattere che li differenzia dai Caoboridi, ma con stiletti boccali più brevi rispetto a quelli dei Culicidi.
Il torace è dorsalmente convesso e porta zampe lunghe e sottili, provviste di tarsi di cinque articoli. Le ali sono piccole, relativamente più brevi rispetto a quelle dei Culicidi e dei Caoboridi, lunghe 1–2 mm, rivestite da frange di setole ai margini e lungo le venature. L'addome è sottile e allungato.

Schema della nervatura alare nei Corethrellidae. C: costa; Sc: subcosta; R: radio; M: media; Cu: cubito; A: anale; h: omerale; r-m: radio-mediale; m-cu: medio-cubitale.

La nervatura è simile a quella delle ali dei Culicidi e dei Caoboridi, ma presenta la subcosta e il ramo anteriore della radio (R1) marcatamente più brevi, terminanti rispettivamente sulla metà del margine costale e sul terzo distale. In particolare, R1 ha un percorso obliquo e diverge dalle altre ramificazioni della radio. Di conseguenza, rispetto alle altre due famiglie, solo le tre ramificazioni del ramo posteriore (R2, R3 e R4+5) sono approssimativamente parallele e dirette verso l'apice dell'ala. Gli altri caratteri delle nervature si mantengono sostanzialmente invariati rispetto alle altre due famiglie: costa estesa a tutto il margine, media suddivisa attraverso in due rami, M1 e M2, cubito anch'essa in due rami (CuA1 e CuA2), prima anale completa e parallela alla cubito, confluente sul margine dell'ala.

## Habitat e biologia
Le femmine dei Corethrellidae di cui è conosciuta la biologia, sono gli unici Culicoidei ematofagi non compresi nella famiglia dei Culicidae. I casi di ematofagia riscontrati riguardano esclusivamente le rane cantanti, soprattutto del genere Hyla; infatti, questi ditteri sono conosciuti, in inglese, anche con il nome comune di frog-biting midges ("moscerini pungenti delle rane"). Questo comportamento, che sembra si sia evoluto già dal Cretacico, rappresenta un adattamento evolutivo a tutti gli effetti, fondato su specializzazioni di carattere morfologico, anatomo-fisiologico ed ecologico:
- l'organo di Johnston è adattato a percepire il canto dei maschi delle rane, che costituisce il principale stimolo che orienta le femmine nella ricerca delle vittime;
- l'apparato boccale delle femmine è morfologicamente e funzionalmente adattato a perforare la pelle delle rane in determinate regioni del loro corpo;
- diverse specie instaurano rapporti simbiotici con protozoi del genere Trypanosoma, il cui ciclo si alterna in due fasi, una sul dittero e l'altra sull'anfibio.

La relazione che associa i Corethrellidae alle rane cantanti ha permesso la cattura di un notevole numero di esemplari: prima della sua scoperta, dovuta a MCKEEVER (1975), gli adulti disponibili nelle collezioni ammontavano a pochi esemplari per ogni specie conosciuta. A partire dagli anni settanta, per la cattura delle femmine si ricorre a registrazioni del canto delle rane come richiamo, riuscendo a catturare centinaia di esemplari in una sola mezz'ora.
La nutrizione avviene in corrispondenza delle zampe posteriori dei maschi delle rane ed è stato riscontrato che, dopo il pasto, le femmine del dittero non sono in grado di volare e si allontanano lasciandosi cadere e camminando sul substrato. I maschi, sprovvisti di stiletti in grado di pungere, si alimentano di liquidi zuccherini (melata e nettare) e non sono attratti dai maschi delle rane.
Le larve vivono in ambienti acquatici, in genere rappresentati da fitotelmi o da altri piccoli specchi d'acqua, e si comportano come predatrici nutrendosi di zooplancton. Fra le prede delle larve di Corethrella sono segnalate anche larve di Culicidi e Ceratopogonidi e, in condizioni specifiche, si è rilevata un'alta intensità del cannibalismo.

## Distribuzione
La famiglia è rappresentata in tutte le regioni zoogeografiche della Terra, ad eccezione dell'Antartide, tuttavia è in gran parte concentrata nelle regioni tropicali e subtropicali, con il maggior livello di biodiversità nella regione neartica.
Pochissime sono le specie che si rivengono alle alte latitudini, arrivando al Québec nel Nordamerica, all'Argentina nel Sudamerica, al Giappone in Asia e al Nuovo Galles del Sud e alla Nuova Zelanda in Oceania. Le specie paleartiche sono presenti esclusivamente in Asia (Giappone e Arabia), con nessuna segnalazione relativa all'Europa e al Nordafrica. In definitiva, la maggior parte della famiglia si concentra fra l'Equatore e i 30° di latitudine, con alcune escursioni fino ai 50°, sia nell'emisfero boreale sia in quello australe.

## Sistematica e filogenesi
Il genere Corethrella è stato associato, fino agli anni ottanta all'attuale famiglia dei Chaoboridae, dapprima come tribù nell'ambito della famiglia dei Culicidae (Tribù Corethrellini, Sottofamiglia Chaoborinae), in seguito scorporato dai Culicidae come genere compreso nei Chaoboridae. Nel 1989, WOOD & BORKENT, nell'ambito della revisione generale della sistematica dei Ditteri su una base filogenetica, hanno scorporato il genere Corethrella dal resto dei Caoboridi, monofiletico e strettamente correlato ai Culicidi, e lo inclusero in una famiglia distinta correlata al ramo Culicidae+Chaoboridae secondo il seguente cladogramma:
|  | Corethrellidae                                            |
|  |                                                           |
|  | \| \| Chaoboridae \| \| \| \| \| \| Culicidae \| \| \| \| |
|  |                                                           |
|  | Chaoboridae                                               |
|  |                                                           |
|  | Culicidae                                                 |
|  |                                                           |

|  | Chaoboridae |
|  |             |
|  | Culicidae   |
|  |             |

L'analisi delle correlazioni filogenetiche fa ritenere che i progenitori ancestrali delle attuali specie fossero distribuiti nell'antico Gondwana con un'origine che risale alla prima parte del Mesozoico.
La suddivisione interna in sottogeneri ha subito alcune revisioni negli ultimi anni. LANE, uno dei più attivi studiosi dei Corethrellidi neotropicali, descrisse nel 1942 il genere Luzomiops, nel quale vennero comprese le specie, la brasiliana Lutzomiops manaosensis Lane & Cerqueira, 1958, e la nordamericana Lutzomiops kerrvillensis Stone, 1965. Entrambe le classificazioni sono oggi ritenute obsolete e le due specie attribuite al genere Corethrella, nonostante alcune fonti citino ancora l'esistenza del genere Luzomiops: la prima è inclusa nel sottogenere Corethrella con il nome Corethrella (Corethrella) manaonensis Lane & Cerqueira, 1958; per la seconda è stato dapprima proposto l'inquadramento in un sottogenere proprio con il nome Corethrella (Lutzomiops) kerrvillensis Stone, 1965, tuttavia orientamenti recenti escludono l'esistenza di questo sottogenere e inquadrano anche la specie nordamericana nel sottogenere Corethrella, con il nome Corethrella (Corethrella) kerrvillensis Stone, 1965.
Secondo la revisione di BORKENT, la famiglia comprende 97 specie esistenti, di cui 52 di nuova definizione, ripartite fra due sottogeneri:
- Corethrella (Corethrella), comprendente 96 specie;
- Corethrella (Notocorethrella), comprendente una sola specie.

BORKENT rimuove perciò il sottogenere Lutzomiops, includendo C. kerrvillensis nel sottogenere tipo, e ne definisce uno nuovo, Notocorethrella, includendovi C. novaezelandiae Tonnoir, 1927, che finora era inclusa nel sottogenere tipo.
Le nuove specie descritte da BORKENT sono 52:
- C. alba
- C. collessi
- C. brunnea
- C. drakensbergensis
- C. anniae
- C. rotunda
- C. grandipalpis
- C. remiantennalis
- C. blandafemur
- C. brevivena
- C. globosa
- C. carariensis
- C. ramentum
- C. inornata
- C. truncata
- C. redacta
- C. ugandensis
- C. fuscipalpis

- C. briannae
- C. brandiae
- C. bicolor
- C. badia
- C. douglasi
- C. colombiana
- C. orthicola
- C. amabilis
- C. contraria
- C. guadeloupensis
- C. aurita
- C. lepida
- C. caribbeana
- C. unisetosa
- C. squamifemora
- C. hirta
- C. albicoxa

- C. belkini
- C. ranapungens
- C. curta
- C. hispaniolensis
- C. aridicola
- C. condita
- C. blantoni
- C. incompta
- C. atricornis
- C. varia
- C. evenhuisi
- C. canningsi
- C. pauciseta
- C. fusciradialis
- C. gloma
- C. dicosimoae
- C. procera

Tali specie si aggiungono a quelle già descritte dai vari Autori e incluse nella revisione di BORKENT:
- Regione afrotropicale:
  - C. harrisoni Freeman, 1962
  - C. pallitarsis Edwards, 1930
  - C. picticollis Edwards, 1930
- Regione australasiana:
  - C. marksae Colless, 1986
  - C. mckeeveri Colless, 1994
  - C. novaezealandiae Tonnoir, 1927[9]
  - C. pallidula Bugledich, 1999
  - C. solomonis Belkin, 1962
- Regione orientale
  - C. calathicola Edwards, 1930
  - C. urumense Miyagi, 1980
  - C. inepta (Annandale, 1911)
- Regione neartica
  - C. brakeleyi (Coquillett, 1902)[10]
  - C. kerrvillensis (Stone, 1965)[11]
  - C. wirthi Stone, 1968
- Regione neotropicale
  - C. alticola Lane, 1939
  - C. amazonica Lane, 1939[12]
  - C. ananacola Dyar, 1926
  - C. appendiculata Grabham, 1906[13]
  - C. blanda Dyar, 1928
  - C. cardosoi Lane, 1942
  - C. davisi Shannon & Ponte, 1928
  - C. edwardsi Lane, 1942
  - C. flavitibia Lane, 1939
  - C. fulva Lane, 1939
  - C. inca Lane, 1939, indicato come sinonimo minore di C. ananacola dal BioSystematic Database of World Diptera[14]
  - C. infuscata Lane, 1939
  - C. jenningsi Lane, 1942
  - C. librata Belkin, Heinemann & Page, 1970
  - C. longituba Belkin, Heinemann & Page, 1970
  - C. lopesi Lane, 1942
  - C. manaosensis (Lane & Cerqueira, 1958)
  - C. melanica Lane & Aitken, 1956
  - C. pallida Lane, 1942. Secondo il BDWD, il nome è errato e va sostituito con C. pallidus (Lane, 1942), ma BORKENT ripropone l'originale denominazione data da LANE.[15].
  - C. peruviana Lane, 1939
  - C. pillosa Lane, 1939
  - C. puella Shannon & Ponte, 1928
  - C. quadrivittata Shannon & Ponte, 1928
  - C. selvicola Lane, 1939
  - C. tarsata Lane, 1942
  - C. travassosi Lane, 1942
  - C. vittata Lane, 1939
  - C. whartoni Vargas, 1952
- Regione paleartica
  - C. buettikeri Cranston, 1980 (Arabia)
  - C. nippon Miyagi, 1980 (Giappone)
  - C. towadensis Okada & Hara, 1962 (Giappone)

Nella revisione di BORKENT non sono invece comprese 21 specie, citate dal BioSystematic Database of World Diptera:
- Specie neartiche:
  - C. laneana Vargas, 1946
- Specie neotropicali
  - C. barrettoi Lane, 1942
  - C. brasiliensis Theobald, 1901
  - C. bromelicola Lane, 1939
  - C. downsi Lane, 1943
  - C. dyari Lane, 1942
  - C. iridescens Lane, 1939
  - C. izquierdoi Vargas, 1952
  - C. juquiana Lane, 1939
  - C. kummi Lane, 1942
  - C. lutzi Lane, 1942
  - C. maculata Lane, 1942
  - C. metcalfi McKeever, 1988
  - C. nigrescens Lane, 1942
  - C. shannoni Lane, 1939
  - C. similans Lane & Aitken, 1956
  - C. stonei Lane, 1942
  - C. striata Lane, 1942
  - C. tripunctata Lane, 1942
  - C. whitmani Lane, 1942
- Specie paleartiche:
  - C. japonica Komyo, 1954 (Giappone)

A quelle esistenti si aggiungono sette specie estinte, di cui una inclusa nel sottogenere fossile Fossicorethrella e risale al Cretacico. Le altre sono invece comprese nel sottogenere tipo e risalgono a periodi differenti del Cenozoico.